# Tej Bunnag
Tej Bunnag (Thai: เตช บุนนาค; * 25. November 1943) ist ein thailändischer Historiker und Diplomat. Er war thailändischer Botschafter in der Volksrepublik China, Frankreich und den Vereinigten Staaten sowie Ständiger Vertreter bei den Vereinten Nationen. Von Juli bis September 2008 war er Außenminister Thailands.

## Biografie
Tej gehört zur Familie Bunnag (Thai: สกุลบุนนาค), eine der großen Familien Siams (bzw. Thailands), die von Einwanderern gegründet wurden und die seitdem in Politik, Wirtschaft und Gesellschaft bis in die heutige Zeit sehr einflussreich sind. Sein Großvater Tom Bunnag war 1933–34 Außenminister in der Regierung Phraya Phahon Phonphayuhasena. Tej besuchte das Vajiravudh-Internat und das Malvern College in England. Er studierte am King’s College der University of Cambridge (M.A. 1965) und am St Antony’s College der University of Oxford (D.Phil. 1968). Seine Dissertation befasst sich mit der Reform der thailändischen Provinzverwaltung unter Damrong Rajanubhab ab 1892.
Er trat 1969 in den diplomatischen Dienst, leitete ab 1973 das Ostasienreferat, wurde 1976 Erster Sekretär der thailändischen Botschaft in Jakarta. 1986 wurde er zum Botschafter in der Volksrepublik China berufen und war als solcher bis 1990 auch in Nordkorea akkreditiert. 1990 wechselte er als Ständiger Vertreter Thailands zu den Vereinten Nationen in New York City. Zwischen 1996 und 2000 war er Botschafter in Frankreich sowie im Anschluss bis 2001 Botschafter in den USA. Am 1. Oktober 2001 wurde er beamteter Staatssekretär im Außenministerium, war also der höchstrangige Diplomat des Landes.
Am 26. Juli 2008 wurde er als Nachfolger von Noppadon Pattama Außenminister im Kabinett von Premierminister Samak Sundaravej und behielt dieses Amt lediglich bis zum 3. September 2008. Noppadon musste zurücktreten, nachdem er zu intensiven Druck auf die Eintragung des Preah-Vihear-Tempels (Prasat Preah Vihear), der seit Jahrzehnten im Mittelpunkt eines gewaltsamen Grenzkonfliktes mit Kambodscha, in die Liste der Weltkulturerbe der UNESCO ausübte. In seiner kurzen Amtszeit gelang es Tej die Spannung aus diesem Grenzkonflikt zwischen den beiden Ländern zu nehmen, die zuvor Truppen entlang der Region aufmarschieren ließen, als die Situation zuvor noch eskalierte.
Die innenpolitische Krise, bei der Tausende Regierungsgegner den Regierungssitz (Government House) von Premierminister Samak belagerten, führten dazu, dass er nach der Verhängung des Ausnahmezustandes über Bangkok am 3. September 2008 nach nur vierzigtägiger Amtszeit als Außenminister zurücktrat. Nach den wochenlangen Protesten gegen Samaks Regierung wurde dieser schließlich am 9. September 2008 vom Verfassungsgericht wegen einer verfassungswidrigen Nebentätigkeit abgesetzt.
Tej ist darüber hinaus als Historiker tätig. In seinem 1970 zusammen mit Michael Smithies herausgegebenen Buch „In Memoriam Phya Anuman Rajadhon“ befassten sich Artikel mit dem Königreich Ayutthaya sowie mit Wan Waithayakon, dem Präsidenten der 11. UN-Generalversammlung. Sein 1978 erschienenes Buch „The Provincial Administration of Siam 1892–1915“ ist ein Standardwerk zu den Themen Kalahom (Verteidigungsministerium), Monthon (Oberste Verwaltungseinheit) sowie zu einer der einflussreichsten Persönlichkeiten Thailands im 20. Jahrhundert, Damrong Rajanubhab.

## Veröffentlichungen
- Tej Bunnag, Michael Smithies (Hrsg.): „In Memoriam Phya Anuman Rajadhon“, The Siam Society, Bangkok 1970
- Tej Bunnag: „The Provincial Administration of Siam 1892–1915“. Oxford University Press 1978, ISBN 0-19-580343-4.

## Auszeichnungen
- Orden der Krone von Thailand, Thailand, Großkordon (1987)
- Orden del Cóndor de los Andes, Bolivien, Großoffizier (1989)
- Verdienstorden Pro Merito Melitensi, Malteserorden, Großkreuz (1991)
- Weißer Elefantenorden, Thailand, Großkordon (1992)
- Ordre national du Mérite, Frankreich, Großoffizier (2000)
- Orden von Chula Chom Klao, Thailand, Kommandeur (2001)
- Mehrfarbiger Orden der Aufgehenden Sonne am Band, Japan (2015)[2]